# Ballenbreite
Unter Ballenbreite versteht man in der Metallverarbeitung die nutzbare Breite einer Walze im Walzgerüst eines Walzwerks. Je größer sie ist, desto schwieriger wird die Einhaltung enger Dickentoleranzen der gefertigten Produkte. Das Walzgerüst mit der größten Ballenbreite von 5,5 m in Europa steht bei der Dillinger Hütte.